# 영국의 HIV/AIDS

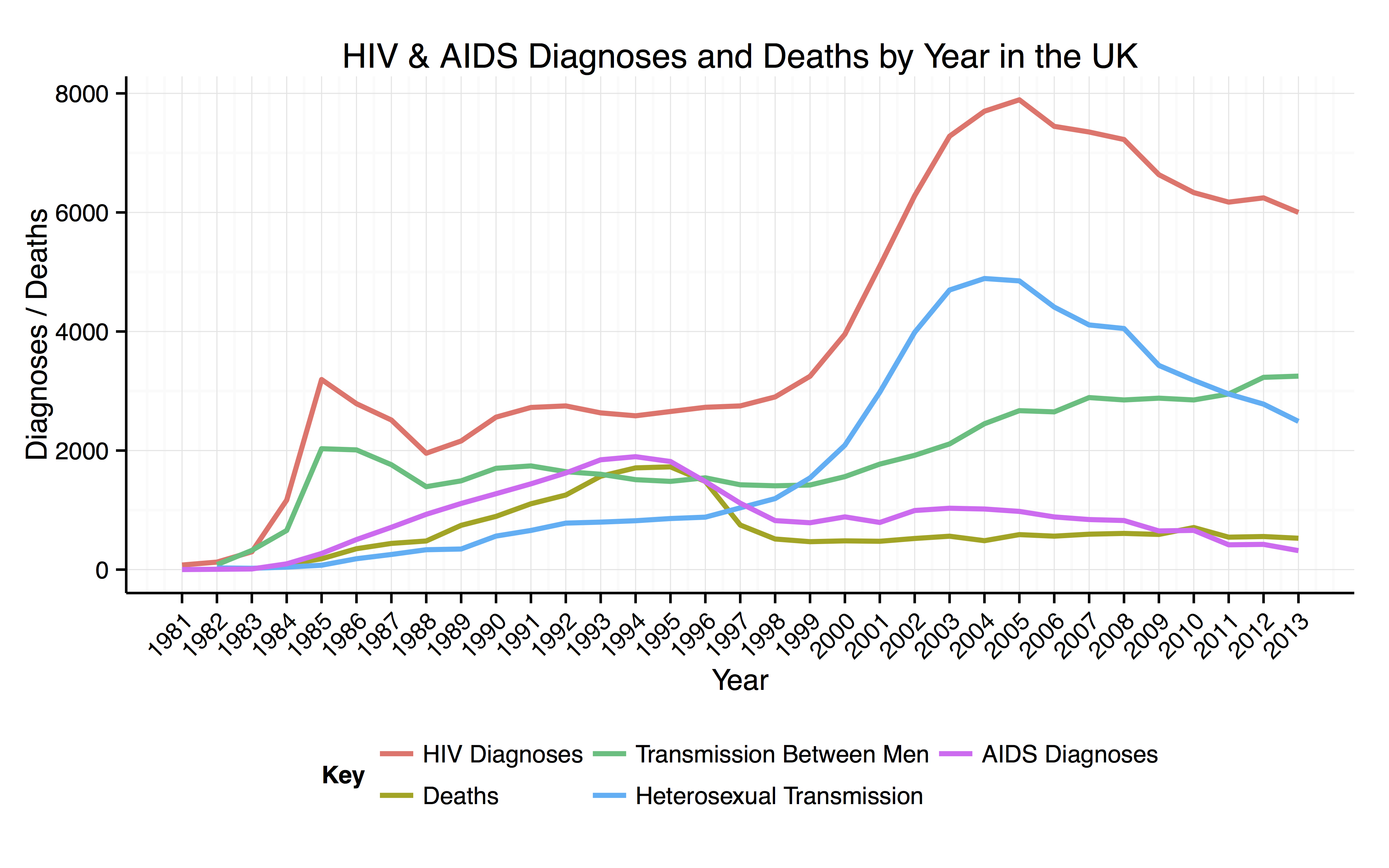
연도별 영국의 감염 진단 및 사망

영국에서의 후천면역결핍증후군은 1981년에 처음으로 감염자가 발생되었으며, 2018년 말 기준으로 영국에서 160,493명이 HIV로 진단되었다. 영국의 런던 및 기타 주요 도시에서 남성과 성관계를 가진 남성을 대상으로 캠페인을 벌였는데 런던은 세계 최초로 HIV 진단을 받은 사람의 90%, HAART로 진단된 사람의 90%, HAART에서 검출할 수 없는 사람의 90%로 설정한 HIV에 대한 세계 보건 기구의 목표에 도달한 최초의 도시였다. 후에 영국 전체가 이 목표를 달성했다. 또한 2010년 평등법에 따라 영국에서 HIV 감염 여부를 근거로 누군가를 차별하는 것은 불법이다.